# Бузе
Бузе (фр. Bouzais) насеље је и општина у централној Француској у региону Центар (регион), у департману Шер која припада префектури Сент Аман Монрон.
По подацима из 2011. године у општини је живело 307 становника, а густина насељености је износила 91,64 становника/km². Општина се простире на површини од 3,35 km². Налази се на средњој надморској висини од 160 метара (максималној 202 m, а минималној 150 m).

## Демографија
| 1962. | 1968. | 1975. | 1982. | 1990. | 1999. | 2011. |
| ----- | ----- | ----- | ----- | ----- | ----- | ----- |
| 167   | 187   | 189   | 227   | 242   | 254   | 307   |

График промене броја становника у току последњих година